# تاريخ الفلسفة في بولندا
يسير تاريخ الفلسفة في بولندا على نحو متوازٍ مع التطور الإجمالي للفلسفة في أوروبا.

## نظرة عامة
تستند الفلسفة البولندية إلى التيارات الأوسع للفلسفة الغربية، وكانت قد ساهمت بدورها في ازدهارها. وكانت بعض أهم المساهمات البولندية قد أتت، في القرن الثالث عشر، من العالم والفيلسوف المدرسي فيتيلو، ومن موسوعي عصر النهضة نيكولاوس كوبرنيكوس في القرن السادس عشر.
في وقت لاحق، ساهم الكومنولث البولندي الليتواني في الاختمار الفكري لعصر التنوير، الذي انتهى بالنسبة للكومنولث متعدد الإثنيات بعد فترة قصيرة من تقاسم بولندا بين عامي 1772 و1795 والدمج السياسي الذي سيستمر لل 123 عامًا التالية، حتى انهيار الإمبراطوريات الثلاث التي تقاسمت بولندا في الحرب العالمية الأولى.
عكست الفترة التبشيرية، بين انتفاضة نوفمبر لعام 1830 وانتفاضة يناير لعام 1863، النزعات المثالية والرومانسية الأوروبية، وأيضًا التوق البولندي لبعث سياسي بعد الموت. كانت تلك فترة أنظمة تكثيرية ميتافيزيقية.
أثار انهيار انتفاضة يناير لعام 1863 إعادة نظر مؤلمة في أوضاع بولندا. تخلى البولنديون عن ممارساتهم السابقة في «تحديد مواردهم من خلال تطلعاتهم» وانكبوا على العمل الجاد والدراسة. كتب جوليان أوتشوروفيتز، صديق الروائي بوليسلاف بروس، أن «الشخص الوضعي كان أي شخص يستند بتأكيداته على دليل يمكن التحري من صحته، ولا يعبر عن نفسه بشكل مطلق حول مسائل تثير الشك، ولا يتحدث نهائيًا عن تأكيدات لا يمكن التحري من صحتها».
عاد القرن العشرين بتسارع جديد على الفلسفة البولندية. كان هناك اهتمام متزايد في التيارات الفلسفية الغربية. ساهم الفلاسفة البولنديون الذين كانوا قد نالوا تعليمًا صارمًا مساهمات كبيرة في أفرع تخصصية، في علم النفس وتاريخ الفلسفة ونظرية المعرفة وبشكل خاص في المنطق الرياضي. نال يان لوكاسيفيتش شهرة عالمية من خلال مفهومه عن منطق القيم المتعددة وتصوره «للترميز البولندي». وعاد عمل ألفريد تارسكي في نظرية الحقيقة عليه بشهرة عالمية.
بعد الحرب العالمية الثانية، ولما يزيد عن أربعة عقود، واصل فلاسفة بولنديون من الصنف الأول ومؤرخو فلسفة مثل فلاديسلاف تاتاركيفيتش عملهم، وغالبًا ما كان ذلك في وجه محن تسببت بها سيطرة فلسفة رسمية مفروضة سياسيًا. أنجز فيلسوف الظواهر رومان إنغاردين عملًا هامًا في فلسفة الجمال وفي ميتافيزيقيا على طراز هوسرل، ونالت تلميذته كارول فوجتيلا أهمية كبيرة على الساحة العالمية مثل البابا يوحنا بولس الثاني.

## السكولاستية
يمكن القول إن بداية التاريخ الرسمي للفلسفة في بولندا كانت في القرن الخامس عشر، في أعقاب إحياء الملك فلاديسلاف الثاني جاغييلو لجامعة كراكوف في عام 1400.
إلا أن البدايات الحقيقية للفلسفة البولندية تعود إلى القرن الثالث عشر وإلى فيتيلو (1230-1314 تقريبًا)، الذي كان قد ولد في سيليزيا لأم بولندية ومستوطن من تورينغن، والذي كان معاصرًا لتوما الأكويني الذي كان قد أمضى جزءًا من حياته في إيطاليا في مراكز لأرقى الثقافة الفكرية. إضافة إلى كونه فيلسوفًا، كان أيضًا عالمًا تخصص في البصريات. وعلى الرغم من استنادها على كتاب المناظر لابن الهيثم المكتوب باللغة العربية، كانت رسالته الشهيرة، بيرسبيكتيفا، عملًا استثنائيًا في الأدب اللاتيني، وساعدت بدورها في إلهام جزء من عمل روجر بيكون الأهم أوبوس مايوس، «حول منظور العلم»، وأيضًا رسالته المكملة حول تعدد الرؤيا. إضافة إلى ذلك قامت رسالة بيرسبيكتيفا بمساهمات هامة في علم النفس: كانت ترى أن الإدراك البصري بحد ذاته يتبين الألوان والضوء فقط في حين أن كل شيء آخر، بشكل خاص المسافة عن الأشياء وحجمها، يتأسس عبر التداع والاستنباط غير الواعي.
كان مفهوم فيتيلو للكينونة مفهومًا نادرًا في العصور الوسطى، فهو لم يكن مفهومًا أغسطينوسيًا كما هو بين المحافظين ولا أرسطويًا كما هو بين التقدميين، بل مفهومًا أفلاطونيًا محدثًا. كان ذلك تصورًا متعلقًا بنظرية الوجود يرى في الإشعاع الميزة الرئيسية للكينونة، وكان يعزو إلى الإشعاع طبيعة الضوء. دفعت «ميتافيزيقيا الضوء» هذه بفيتيلو إلى إجراء أبحاث بصرية، أو ربما بالعكس، دراساته البصرية قادته إلى الميتافيزيقيا.
وفقًا لمؤرخ الفلسفة البولندي، فلاديسلاف تاتاركيفيتش، لم يتمتع أي فيلسوف بولندي منذ فيتيلو بالمكانة أوروبية البارزة التي نالها هذا المفكر الذي كان ينتمي، بمعنى ما، إلى ما قبل تاريخ الفلسفة البولندية.
منذ بداية القرن الخامس عشر، سارت الفلسفة البولندية، التي كانت جامعة كراكوف مركزها، في مسار طبيعي. ولم تعد تضم مفكرين استثنائيين مثل فيتيلو، إلا أنها أبرزت ممثلين عن كل تيارات السكولاستية التي اكتمل نموها، فيا أنتيكا وأيضًا فيا موديرنا.
كانت فيا موديرنا أولى التيارات التي تصل إلى جامعة كراكوف، ومن ثم الحركة التي كان انتشارها أكبر في أوروبا. سادت الفيزياء والمنطق والأخلاق والمذهب الاصطلاحي (المذهب الاسمي) في كراكوف، تحت تأثير السكولاستي الفرنسي، جان بوريدان (توفي في عام 1359 تقريبًا)، الذي كان رئيس جامعة باريس ومؤيدًا لآراء ويليام الأوكامي. كان بوريدان قد صاغ نظرية «الدفع»، القوة التي تدفع الجسم إلى الحفاظ على حركته حالما يبدأ بالحركة، وذكر أن الدفع يتناسب مع سرعة الجسم وكمية المادة التي يتألف منها: وبذلك سبق بوريدان غاليليو وإسحق نيوتن. كانت نظريته حول الدفع حاسمة من ناحية أنها فسرت أيضًا حركات الأجرام الفلكية دون اللجوء إلى الأرواح «إنتيليجنتيا» التي كان أتباع المدرسة المشائية (أتباع أرسطو) قد عزوا إليها هذه الحركات. في كراكوف، باتت الفيزياء تُشرح في تلك الآونة بالتفصيل من قبل القديس جان كانتي (1390-1473)، الذي طور هذا المفهوم لل«الدفع».
ومن إحدى الصفات العامة لكولاستيي كراكوف ميلهم للتسوية، للتوفيق بين المذهب الاسمي مع التقاليد الأقدم. على سبيل المثال، في حين كان الاسمي، بينديكت هيس، يقبل من حيث المبدأ بنظرية الدفع، فإنه لم يطبقها على المجالات السماوية.
في النصف الثاني من القرن الخامس عشر، في كراكوف، ساد تيار فيا أنتيكا. وانسحب المذهب الاسمي، وانتصر السكولاستية القديمة.
في هذه الفترة، امتلكت التوماوية مركزها الرئيسي في كولونيا، وأثرت من هناك في كراكوف. حافظت كولونيا، التي كانت في السابق الأرض الأم لألبرتوس مانيوس، على أسلوب ألبيرت في التفكير. وهكذا شكل فلاسفة كولونيا جناحين، الجناح التوماوي الجناح الألبرتي، حتى أن توماويي كولونيا أبدوا صفات أفلاطونية محدثة لألبرت، وأكدوا الانبعاث وسلسلة مراتب للكينونة وميتافيزيقيا الضوء.
كان من بين الأتباع الرئيسيين في كراكوف للتوماوية وفق الأسلوب الكولوني يان غلوكو (1445-1507 تقريبًا) وجيكوب غوستينين (1454-1506 تقريبًا). وكان ميشيل فالكينر (1450-1534 تقريبًا) أستاذًا آخر للتوماوية أكثر تجريدًا.
في الوقت نفسه تقريبًا، ظهرت السكوطية في بولندا، بعد أن قدمت من باريس للمرة الأولى من خلال ميشيل تفاروغ من بيسترزكيوف (1450-1520 تقريبًا). كان تفاروغ قد درس في باريس بين عامي 1473-1477، في الفترة التي كانت فيها المدرسة السكوطية تتمتع، في أعقاب أناثيما المذهب الاسمي (1473)، بأعظم انتصاراتها. كان جان ستوبنيكا (1470-1519 تقريبًا)، أحد تلاميذ تفاروغ البارزين، سكوطيًا معتدلًا مسبقًا يأخذ بعين الاعتبار نظريات التوماويين والإنسانويين وأتباع ويليام الأوكامي.
مع إحياء المذهب الاسمي في أوروبا الغربية في مطلع القرن السادس عشر، وبشكل خاص بفضل جاك ليفيفر ديتابلس (فابير ستابيولينسيس)، عاود المذهب الاسمي الظهور في كراكوف في تلك الآونة وبدأ يحوز على اليد العليا هناك من جديد على حساب السكوطية والتوماوية. وكانت قد أدخلت مجددًا عن طريق تلميذ ليفيفر، يان سزيلينغ، أحد سكان كراكوف المحليين الذي كان قد درس في باريس في السنوات الأولى من القرن السادس عشر. وكان غريغور ستافيسزين من الأتباع الآخرين لليفيفر، وقد كان أستاذًا في جامعة كراكوف بدأ منذ العام 1510 بنشر أعمال الفرنسي في كراكوف.
وهكذا ظهرت بولندا كمركز فلسفي مستقل فقط عند منعطف القرن الخامس عشر، وهو وقت كان قد انقضت فيه الفترة الخلاقة للفلسفة السكولاستية. على امتداد القرن الخامس عشر، كانت بولندا تضم كافة تيارات السكولاستية. ووجد ظهور الإنسانوية في بولندا سكولاستية أكثر قوة مما هي في بلدان أخرى. وبالفعل ستسود الكولاستية على مدى القرنين السادس عشر والسابع عشر وحتى جزء من القرن الثامن عشر في جامعتي كراكوف وويلنو وفي كليات عديدة كاليسوعية والدومنيكانية والفرنسيسكانية.
ومن أجل الدقة، خلال القرن السادس عشر، مع وصول عصر النهضة، ستدخل السكولاستية في فترة تدهور، إلا أنها ستصبح خلال الإصلاح المضاد في القرن السابع عشر، وحتى في أوائل القرن الثامن عشر، الفلسفة الرئيسية في بولندا من جديد.

## عصر النهضة
لم تكن روح الإنسانوية، التي وصلت إلى بولندا في أواسط القرن الخامس عشر، «فلسفية بشدة». بل منحت حافزًا للدراسات اللغوية والفكر السياسي والبحث العلمي.